# (7999) Nesvorný
7999 Nesvorny (1986 RA3) – planetoida z pasa głównego asteroid okrążająca Słońce w ciągu 5,34 lat w średniej odległości 3,05 j.a. Odkryta 11 września 1986 roku.